# Марков камък (Долно Ябълково)
„Марковият камък“ или „Големият камък“ намиращ се в землището на Долно Ябълково е древно култово съоръжение. Обектът е описван и често като „Тракийско светилище Големият камък“.
Камъкът представлява мегалитен валун с височина 8 m, който е закрепена върху две други скали, така че под него се образува процеп. На върха на скалата в древни времена са издълбани две продълговати жертвени ямки с формата на стъпки, които според народните поверия се пълнят с лековита вода, които местните хора наричат „очите на Бога“. 

## Откритие и датировка
Марков камък за пръв път е описан и публикуван за археологията от братя Шкорпил. Мегалитното съоръжение е датирано от XII – VII век пр. Хр. Археолозите предполагат, че камъкът е принадлежал към тракийско светилище от ранната Желязна епоха (XII в. пр. Хр.) изградено на същото място. Светилището не е проучвано сериозно археологически. Откритите на място артефакти материали свидетелстват, че то е било свързано с култа към Слънцето, плодородието и Великата Богиня майка.

## Описание и местоположение
Култовото съоръжение се намира на около 2,5 км югоизточно от с. Долно Ябълково в посока Белеврен, на склона на десния бряг на р.Паперица, източно от връх Китка и североизточно от връх Голямата Калка. Склонът на който е разположен Марковият камък е обърнат на запад-югозапад и е покрит с многобройни скали и скални блокове. Заобленият гранитен мегалитен валун е с яйцевидна форма, с диаметър около 9 m и височина около 8 m. Камъкът е стъпил на грунтовата скала по такъв начин, че отдолу остава свободен проход, през който може да мине човек. На заобления му връх са издълбани две кръгли котловидни вдлъбнатини – от по-голямата изтича отстрани улей, под който на грунтовата скала има друга вдлъбнатина с улей издълбан отстрани. По много от разхвърляните край Марков камък скални блокове също има издълбани панички и ямки, като особено добре са оформени две диаметрално разположени кръгли вдлъбнатини върху един двуметров блок на около 20 m. от Марковия камък.

## Предания и легенди
Култовият характер на Марков камък е добре засвидетелстван по етнографски път. Камъкът е добре известен на жителите на всички околни села. Устната традиция разказва, че събираната във вдлъбнатините вода е лековита (особено за безплодие и болести на очите). В миналото всяка пролет край мегалитния валун се е организирал голям събор, където се е давал курбан и са се палели големи огньове. Според местното население датата на която се е организирал съборът е 2 май (летният Атанасов ден), друго посочват 5 май (Гергьов ден).
Местните предания разказват, че в долмените живеели змейове, които крадели най-личните моми и ергени от селото. Предания от Възраждането свързват мястото с народния епос за Крали Марко. Когато минавал през Странджа на път за Истанбул, юнакът взел камъче и го метнал зад гърба си. То паднало на три метра назад и останало там завинаги. Хората го нарекли „Марков камък“.
Друго предание гласи, че Света Богородица е изпуснала камъка. Божията майка искала да помогне на византийския император Константин в изграждането на крепостната стена на Константинопол и понесла камъни в една престилка. Един от тях изтървала край Долно Ябълково. В наши дни мястото често се посещава от жени, които имат репродуктивни проблеми и вярват, че „богородичният“ скален отломък лекува безплодие.
В миналото всяка година на 15 август, на църковния празник Успение Богородично селата Долно Ябълково, Белеврен, Факия, Сливарово, Кирово и Голямо Буково се събирали край Големия Марков камък. В непосредствена близост до „Големия камък“ се намира много по-малък камък с издялан в скалата улей и две стъпаловидно разположени издълбани легенчета, където според свидетелствата на жителите от околните села се е осъществявало заколването на агнета за курбан чак до средата на 50-те години на ХХ век. До този период е съществувала и традицията курбани да се правят навръх пролетното равноденствие (20 – 21 март). Според традицията жените от селата тръгвали от рано, за да подготвят курбан и през целия ден нареждали молитви за дъжд. В наши дни се е запазило вярването, че през провиралището под камъка се минава „за здраве“.

## Обредно-култови практики
Марков камък е бил до по-нови времена място, където са се изпълнявали изцелителни култово-обредни практики – търсещи лек за болни очи са идвали да измиват лицето си със свещената вода от скалните вкопавания на върха на мегалитния валун. Този обред е тълкуван като част от древните мистериални посвещавания свързани с „проглеждането“ на неофита. В тази връзка, като отглас от същите тези практики, мислени като раждане на новопосветения тук са практикувани ритуали за лекуване на женско безплодие. Формата на мегалитния валун напомняща за космическото яйце, което е важен елемент от орфическата космогония и скалната арка в съседство със сигурност свидетелстват според проф.Васил Марков за древен посветителен ритуал.

## Свързаност с други култови обекти
Върховете Китка и Каракуш, Градишкият рът, връх Калката, ридът над десния бряг на река Паперица и вододелният рът между реките Паперица и Кировска до м. Коруба образуват една голяма, обърната на северозапад отворена дъга. По нея са разположени долмени и могилни некрополи. Марковият камък се намира по средата на тази своеобразна дъга и представлява неин естествен център. Според археолозите, става дума за обособен микрорайон със свой култов център. Границите на този район обаче трудно могат да бъдат категорично обособени, защото на югозапад районът се свързва с долмените около с.Горно Ябълково, на североизток се намират долмените в землището на с.Кирово, а на югоизток е разположено аязмото при скалите на с.Белеврен, където са разположени още два култови комплекса използвани от древните тракийски племена обитавали района.

## Опазване и консервация
Изградена е малка стълба, която води нагоре към върха на камъка. Гледан от западната част, мегалитният валун прилича на един от основните колоси в светилището Бегликташ. Монолитът е „закрепен“ върху други две скали, като в свободното пространство между двете повърхности е образуван процеп.
Марков камък попада в историческите обекти, които ще бъдат популяризарани в рамките на проекта „Деултум – врата към загадъчната Странджа“, който е финансиран по Оперативна програма „Регионално развитие“.
Мегалитното съоръжение е обявено за Природна забележителност през 1973 година.
Според спомени и разкази на жители от местните села на разстояние от около 50 м североизточно от камъка е съществувал долмен, който е бил разрушен напълно през 1970-те години. По данни на Светослав Соловьов на около 150 м западно от мегалитния валун „Марков камък“ е локализиран скално-изсечен трон, а на още около 300 м югозападно има дълъг хоризонтален камък, върху който ясно си личат следите от издълбан в скалата своеобразен „часовник“ – кръг с диаметър 30 – 40 см с малка дупка в средата.
В района около Марковия камък през годините са регистрирани множество иманярски инвазии, за което свидетелстват множеството изкопи и разхвърляни на терен счупени каменни плочи (вероятно от долмени). Популярни местни иманярски легенди разказват за „златото на Вълчан войвода и за граничен офицер, който намерил част съкровището“.